# Tropidoderinae
Sous-famille
La sous-famille des Tropidoderinae regroupe des insectes phasmoptères (phasmes) de la famille des Phasmatidae. (La sous-famille est synonyme de la tribu Tropidoderi Brunner von Wattenwyl, 1893).

## Liste des tribus et genres
Selon  Species File (28 déc. 2014) :
- tribu Gigantophasmatini Hennemann & Conle, 2008
  - Gigantophasma Sharp, 1898
- tribu Monandropterini Brunner von Wattenwyl, 1893 - syn. : Monandropterae Brunner von Wattenwyl, 1893
  - Heterophasma Redtenbacher, 1908
  - Monandroptera Serville, 1838
  - Rhaphiderus Serville, 1838
- tribu Tropidoderini Brunner von Wattenwyl, 1893
  - Lysicles Stål, 1877
  - Malandania Sjöstedt, 1918
  - Micropodacanthus Brock & Hasenpusch, 2007
  - Parapodacanthus Brock, 2003
  - Paratropidoderus Brock & Hasenpusch, 2007
  - Podacanthus Gray, 1833
  - Tropidoderus Gray, 1835
  - Didymuria Kirby, 1904